# Take to the Skies
Take To The Skies (Поднимись в небо) — дебютный студийный альбом группы Enter Shikari. 25 марта 2007 года альбом достиг 4-го места в официальном чарте альбомов Великобритании, а его продажи в первую неделю составили 28 000 экземпляров. Он вышел на обычном CD и ограниченным тиражом CD + DVD и двойным комплектом в виде LP (2 x 180 граммовых 12" винила с тиснённой на поверхности обложкой альбома. Тираж виниловых пластинок ограничился 1000 копиями и комплект также дополнялся обычным CD. Общий тираж альбома достиг 250 000 экземпляров и после 100 000 проданных экземпляров был сертифицирован в Великобритании как золотой.

## Об альбоме
В Take To The Skies вошло много композиций, представленных как демозаписи, синглы и EP, вышедшие в годы до их дебюта. Песня «Sorry You're Not A Winner» была первой, выпущенной на втором EP «Sorry You're Not a Winner EP» группы в 2003 году. Позднее она была перезаписана в 2006 году вместе с «OK, Time For Plan B» (которая ранее выходила в виде демо в 2005) для второго сингла «Sorry You're Not a Winner/OK Time for Plan B» коллектива. Обе композиции «Jonny Sniper» и «Anything Can Happen In The Next Half Hour...» были на третьем EP «Anything Can Happen in the Next Half Hour» в 2004 году; они были полностью перезаписаны для «Take To The Skies». Демоверсия песни «Mothership» ранее вышла в 2006 году в виде первого сингла группы. Также в 2005-2006 годах в виде демозаписей выходили композиции «Enter Shikari», «Labyrinth» и «Return To Energiser».
Из альбома вышли два сингла «Anything Can Happen in the Next Half Hour» и «Jonny Sniper».
После выхода диска в Европе группа долго искала дистрибьютора, который помог бы выпустить альбом в Северной Америке. Результатом стало подписание соглашения с лейблом Tiny Evil Records и выход альбома 30 октября.
Композиция «Kicking Back on the Surface of Your Cheek» вошла в CD, номинированный на премию  Kerrang! Awards 2007, а сингл «Anything Can Happen in the Next Half Hour» выходил в виде 7" диска. Трек «No Sssweat» вошёл в CD Kerrang! The Best of 2007.

## Список композиций
Все песни написаны и составлены Enter Shikari.
| №                   | Название                                                                                        | Длительность |
| ------------------- | ----------------------------------------------------------------------------------------------- | ------------ |
| 1.                  | «Stand Your Ground; This Is Ancient Land» (Стой на своем; Это - Древняя страна)                 | 1:08         |
| 2.                  | «Enter Shikari» (Войди, охотник)                                                                | 2:52         |
| 3.                  | «Mothership» (Плавучая база)                                                                    | 4:30         |
| 4.                  | «Anything Can Happen in the Next Half Hour...» (Что угодно может произойти в следующие полчаса) | 4:32         |
| 5.                  | «Interlude 1»                                                                                   | 1:01         |
| 6.                  | «Labyrinth» (Лабиринт)                                                                          | 3:51         |
| 7.                  | «No Sssweat» (Лллегко)                                                                          | 3:16         |
| 8.                  | «Today Won’t Go Down in History» (Сегодня мы не войдем в историю)                               | 3:34         |
| 9.                  | «Interlude 2» (Reprise 1)                                                                       | 1:28         |
| 10.                 | «Return to Energiser» (Возвращайся к энергетикам)                                               | 4:35         |
| 11.                 | «Interlude 3»                                                                                   | 0:18         |
| 12.                 | «Sorry, You're Not a Winner» (Прости, но ты не победитель)                                      | 3:52         |
| 13.                 | «Interlude 4»                                                                                   | 0:35         |
| 14.                 | «Jonny Sniper» (Джонни Снайпер)                                                                 | 4:01         |
| 15.                 | «Adieu» (Прощайте)                                                                              | 5:40         |
| 16.                 | «OK Time for Plan B» (Окей, время для плана B)                                                  | 4:55         |
| 17.                 | «Closing» (Reprise 2)                                                                           | 2:44         |
| Общая длительность: | Общая длительность:                                                                             | 52:43        |

## Синглы
| Название                                     | Дата выхода  | Рейтинги                                            |
| -------------------------------------------- | ------------ | --------------------------------------------------- |
| Anything Can Happen in the Next Half Hour... | 5 марта 2007 | 27 место в UK Singles Chart 1 место в UK Rock Chart |
| Jonny Sniper                                 | 18 июня 2007 | 75 место в UK Singles Chart                         |

## Рейтинги в чартах
- 26 место в Irish Albums Chart
- 4 место в UK Albums Chart

## Участники записи
- Roughton «Rou» Reynolds — вокал, электроника, гавайская гитара
- Liam «Rory» Gerard Clewlow — гитара, бэк-вокал
- Chris Batten — бас, бэк-вокал
- Rob Rolfe — ударные